# Parambassis apogonoides
Parambassis apogonoides är en fiskart som först beskrevs av Bleeker, 1851.  Parambassis apogonoides ingår i släktet Parambassis och familjen Ambassidae. IUCN kategoriserar arten globalt som livskraftig. Inga underarter finns listade i Catalogue of Life.